# Lazaret

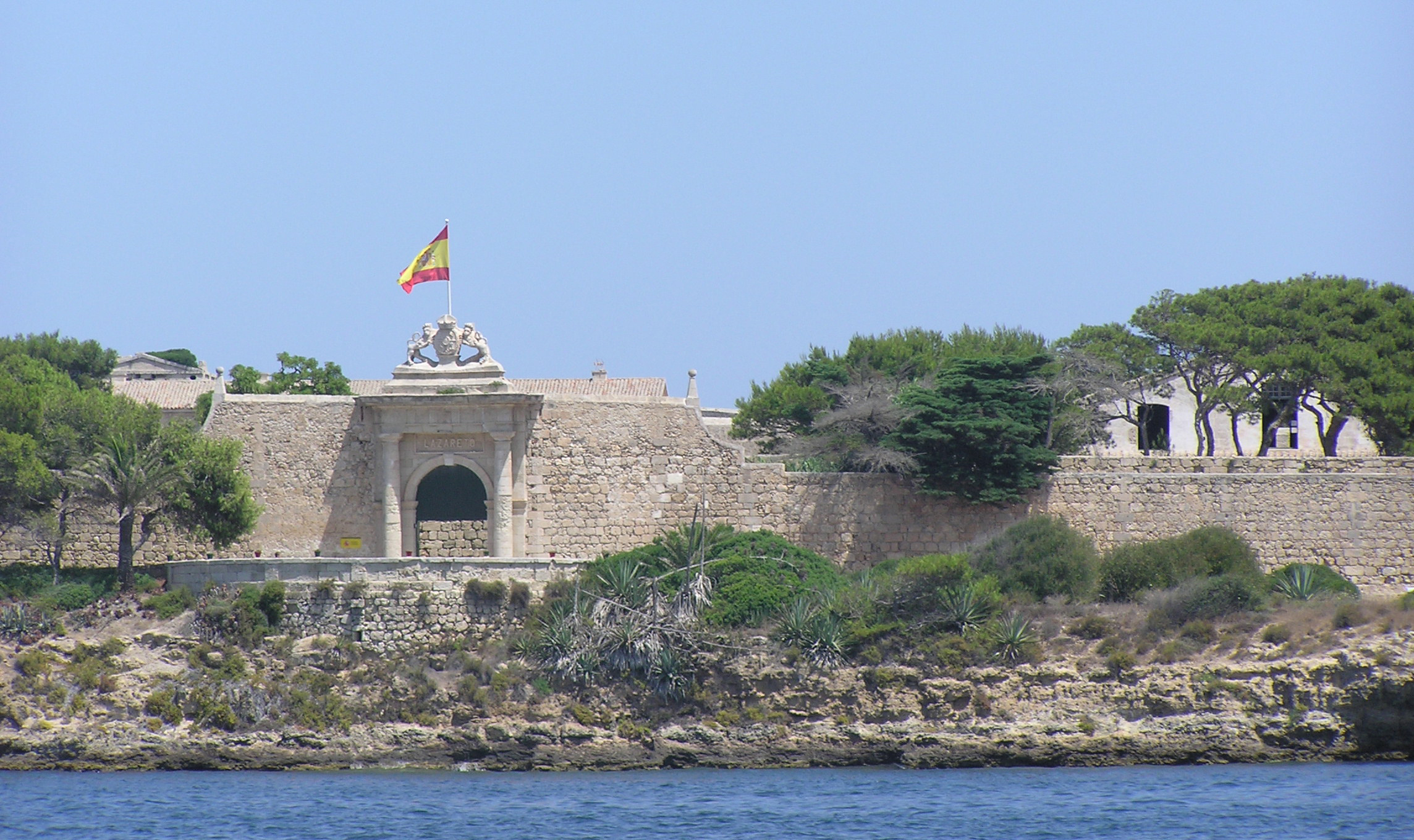
Intrarea principală în lazaretto pe Mahón

Un lazaret (italiană lazzaretto pronunție în italiană [laddzaˈretto]) este o stație de carantină pentru călătorii maritimi. Lazaretele pot fi nave permanent la ancoră, insule izolate sau clădiri continentale. În unele lazarete, articolele poștale au fost, de asemenea, dezinfectate, de obicei prin fumigație. Această metodă s-a mai practicat până în 1936, deși în cazuri rare. O colonie de lepră administrată de un ordin religios creștin a fost adesea numită casă lazar, după pilda lui Lazăr cerșetorul.

## Legături externe
- TYSON, PETER (12 octombrie 2004). „A Short History of Quarantine”. NOVA. PBS.
- „The Lazzaretto Island in Venice, the first lazaretto in the World”. Comune di Venezia (în italiană). Arhivat din original în 11 iulie 2007. Accesat în 11 iulie 2007.